# Girolamo Cavazzoni
Girolamo Cavazzoni (nach seinem Geburtsort auch Hieronimo d’Urbino, * um 1520 in Urbino; † nach 1577) war ein italienischer Organist und Komponist.

## Leben
Girolamo Cavazzoni war der Sohn des Komponisten Marco Antonio Cavazzoni. Nach seiner musikalischen Ausbildung war er zunächst Organist am Hof der Herzöge Gonzaga in Mantua. Er überwachte den Bau der Orgel in der Hofkirche Santa Barbara des Palazzo Ducale, wo er bis 1577 als Organist wirkte. 
Von seinen Kompositionen sind in drei Bänden Ricercari für Tasteninstrumente, außerdem zwei Canzonen nach Josquin Des Prez und Pierre Passereau, drei Messen, vier Magnificats und zwölf Hymnen überliefert.

## Werke
- Girolamo Cavazzoni: Orgelwerke 1. Libro Primo. Herausgegeben von Oscar Mischiati. Schott, Mainz, 1959.
- Girolamo Cavazzoni: Orgelwerke 1. Libro Primo. Revidierter Nachdruck. B-Note, Hagen 2019.
- Girolamo Cavazzoni: Orgelwerke 1. Libro Secondo. Revidierter Nachdruck. B-Note, Hagen 2019.